# Match de football RFA - France (1982)
Le match de football RFA - France du 8 juillet 1982, souvent surnommé la « nuit de Séville », (« Nacht von Sevilla » en allemand) ou « Séville 82 », est la deuxième demi-finale de la coupe du monde de football de 1982 en Espagne. Jouée au stade Ramón-Sánchez-Pizjuán de Séville, elle oppose la rigueur tactique et physique de la RFA au jeu technique et offensif de l'équipe de France menée par Michel Platini.
Cette rencontre, marquée par sa dramaturgie, est considérée parmi les plus grands matchs de football de l'histoire. Alors que les deux équipes sont à égalité — un but partout — à l'issue du temps réglementaire, les Français se détachent 3-1 au début de la prolongation, un avantage de deux buts marqués par Marius Trésor et Alain Giresse qu'ils pensent décisif, avant de se faire rattraper au score (3-3) puis d'être éliminés par la Mannschaft à l'issue de la toute première séance de tirs au but de l’histoire de la Coupe du monde.
La partie est aussi marquée par la grave blessure du défenseur français Patrick Battiston, évacué inconscient du terrain à la suite d'un choc violent provoqué par le gardien de but allemand Harald Schumacher. Ce choc, vu par tous comme une agression, parfois désigné comme l'« attentat de Séville » n'est pas sanctionné par l'arbitre, ce qui fut considéré comme une injustice contribuant finalement à l'élimination de la France. Du côté français, de vieilles rancœurs contre les Allemands sont alors ravivées, ce qui oblige les chefs d'État français et allemand à intervenir pour calmer le jeu.
Les Allemands sont finalement battus en finale le 11 juillet, par l'Italie, tandis que les Français manquent le podium et finissent quatrièmes de la compétition au terme de la « petite finale » perdue contre la Pologne à peine quarante-huit heures après la demi-finale.

## Parcours des équipes dans la compétition

### Parcours de l'équipe de France
Après une entame de compétition poussive (débutant par une défaite sans appel contre l'Angleterre à Bilbao, une victoire contre le Koweït et un match nul contre la Tchécoslovaquie), la France est montée en puissance tout au long du tournoi. Qualifiés de justesse pour le second tour, les Bleus se sortent ensuite facilement de leur poule à trois (victoires contre l'Autriche et l'Irlande du Nord) accédant ainsi à leur première demi-finale mondiale depuis 1958.

### Parcours de l'équipe de RFA
La performance de la RFA est également allée crescendo dans ce tournoi. Battue dès son premier match par l'Algérie à la surprise générale, la Mannschaft s'est relancée en écrasant le Chili, puis s'est qualifiée sans gloire pour le deuxième tour à l'issue d'une victoire 1-0 contre le voisin autrichien au cours de ce qu'on a appelé le match de la honte. Au deuxième tour, l'équipe du sélectionneur Jupp Derwall s'est sortie d'un groupe très difficile, obtenant le nul contre l'Angleterre, avant de battre et donc d'éliminer l'Espagne à domicile. Contre les Bleus, la Mannschaft part largement favorite.

### Préparatifs
Ce match promet l'opposition de deux styles de jeu très différents. D'un côté, la rigueur allemande s'appuie sur de grandes qualités athlétiques, des remontées de ballons très efficaces, un mental à toute épreuve. De l'autre, les Français font entrevoir un football débordant d'imagination et de spontanéité qui n'est pas sans rappeler celui des Brésiliens. Mais il ne s'agit alors que d'une équipe prometteuse qui ne croit pas encore suffisamment en ses chances.

## Match

### Déroulement

#### Première période équilibrée
Dès le coup d'envoi, les Allemands mettent la pression sur des Français timorés, voire complexés. Aux montées puissantes de Paul Breitner, succèdent les séries de dribble de leur intenable ailier de poche Pierre Littbarski, tantôt à gauche, tantôt à droite. Auteur d'un coup franc qui s'écrase sur la barre transversale de Jean-Luc Ettori (17e minute), Littbarski ouvre logiquement la marque quelques instants plus tard en reprenant de loin un ballon repoussé par Ettori qui était préalablement sorti dans les pieds de Klaus Fischer, lancé de loin par Breitner. 1-0 pour l'Allemagne.
Nullement troublés par l'ouverture du score allemande, les Français réagissent et commencent à hausser leur niveau de jeu. Jouant de plus en plus bas, les Allemands multiplient les fautes. Un coup franc tiré plein axe par Giresse trouve la tête de Platini, qui remise sur Rocheteau, lequel est retenu par la taille par Bernhardt Förster dans les 16 mètres. L'arbitre Charles Corver (1936-2020) indique sans hésiter le point de penalty. Michel Platini embrasse le ballon, le pose sur le point de penalty et égalise d'une frappe puissante tirée à ras de terre, comme à son habitude (27e, 1-1).
De plus en plus pressants, les Français font le siège de la surface de réparation allemande, sans parvenir à véritablement inquiéter le portier allemand Harald Toni Schumacher, lequel, très agressif, se distingue en multipliant les fautes et les provocations sur les joueurs français et leur public.

#### Seconde période: l'agression de Schumacher sur Battiston
De retour des vestiaires, les Français subissent une grosse déconvenue avec la sortie sur blessure de Bernard Genghini, touché à la cheville à la suite d'un contact en fin de première mi-temps avec le défenseur allemand Manfred Kaltz. Évoluant au milieu de terrain, Genghini est remplacé par Patrick Battiston, arrière latéral de nature, mais replacé pour la circonstance au milieu.
Cette rentrée de Battiston n'est pas loin d'être décisive. Dès son entrée en jeu, il se distingue par une frappe lointaine. Les Français prennent les choses en main, et marquent un but par Dominique Rocheteau (53e), refusé pour une faute sur Bernd Förster. Puis, à la 56e minute, parfaitement lancé par une ouverture lumineuse de Michel Platini, Battiston se présente seul face au gardien allemand Harald Schumacher, sorti à sa rencontre, sans s'occuper du ballon. Le tir de Battiston manque de peu le cadre, mais Schumacher poursuit sa course, et vient percuter le joueur français. Les deux journalistes télévisés, Thierry Roland et Jean-Michel Larqué, suivant des yeux la balle, n'ont pas vu initialement la faute mais prennent conscience de l'agression en revisionnant le ralenti. Le premier invective l'arbitre tandis que le second hurle au micro « Honte à vous M. Corver, honte à vous ! » alors que l'arbitre a comme eux regardé le ballon rouler doucement à côté du but. C'est avec sa hanche que le gardien allemand percute, à plus de 1,50 m du sol, la tête de l'attaquant français qui perd trois dents dans le contact. Gisant inconscient sur la pelouse, le corps soulevé de spasmes nerveux et les doigts qui se tordent, Battiston est évacué hors du terrain, accompagné par son ami Michel Platini. Le capitaine français qui a pris la main de Battiston, escorte la civière jusqu'à la ligne de touche. Pendant ce temps, l'arbitre M. Corver se contente d'ordonner une remise en jeu en faveur de l'équipe allemande, ce que les analystes classeront a posteriori comme une des pires décisions d'arbitrage et une des plus grandes injustices de l'histoire de la Coupe du monde. La nature du choc entre Battiston et Schumacher divise les opinions sur l'intention de la faute, le ralenti posant « la question, à la fois de la démonstration technique et du point de vue ».
Battiston est remplacé par son partenaire de club de l'époque, Christian Lopez. Les Français, révoltés par cette agression non sanctionnée, haussent encore d'un ton leur niveau de jeu, dominant  de plus en plus une équipe d'Allemagne de l'Ouest parfois fébrile, tandis que le public du stade Sánchez Pizjuán, qui hue Schumacher à chacune de ses interventions, prend fait et cause pour le football offensif des Bleus. Les Tricolores réalisent alors une magnifique deuxième mi-temps, balayant les doutes qu'on pouvait avoir à leur égard. Mais souvent maladroits dans les 16 mètres, les attaquants français sont en manque de réussite et ne parviennent pas à concrétiser leurs occasions pour prendre l'avantage au tableau d'affichage.
La dernière minute du temps réglementaire est marquée par la violente frappe lointaine du latéral français Manuel Amoros qui s'écrase sur la barre transversale de Schumacher. Mais dans les arrêts de jeu, les Allemands se rappellent au bon souvenir de tous par un tir croisé qui oblige Ettori à réaliser une spectaculaire parade en deux temps.

#### Prolongation
La prolongation débute parfaitement pour la France. En position d'avant-centre, le stoppeur français Marius Trésor reprend de volée un coup franc excentré et donne l'avantage aux Bleus (93e). Toujours aussi offensifs, les Bleus continuent de déferler par vagues sur la défense allemande. À la 99e minute, Dominique Rocheteau remonte la balle sur l'aile droite, transmet à Platini qui renverse vers Didier Six sur la gauche. L'ailier gauche français temporise un peu et sert en retrait Alain Giresse qui décoche une frappe à la limite de la surface. La balle frappe le poteau avant de rentrer dans la cage allemande. L'image de la joie de Giresse courant ivre de bonheur tel un pantin désarticulé restera à jamais figée comme un grand moment du football français. À 3-1, les Bleus semblent s'ouvrir la route vers la première finale de leur histoire, mais seulement quatre minutes après le but de Giresse, alors que les Bleus continuent toujours de camper dans les 16 mètres allemands, une première faute de Forster sur Giresse non sifflée, puis une deuxième sur Platini permettent aux joueurs allemands de contre-attaquer : l'attaquant allemand Rummenigge, tout juste rentré en jeu, réduit l'écart en reprenant d'un revers du pied gauche un centre devant le but (103e). L'entrée en jeu de Rummenigge pose visiblement un véritable problème aux Bleus, incapables d'adapter leur organisation au renfort offensif des Allemands. Le match change soudain d'âme. Désormais, ce sont les offensives allemandes qui se multiplient tandis que les Français apparaissent débordés. Confirmation dès l'entame de la seconde période de la prolongation lorsque Fischer, démarqué dans la surface de réparation française, arrache l'égalisation d'un superbe retourné acrobatique après un centre de l'intenable Littbarski relayé par la légendaire tête de Hrubesch (108e). Ce retourné a été élu meilleur but de l'année 1982 en Allemagne de l'Ouest, Fischer avait déjà remporté cette distinction à deux reprises pour des retournés également. La fin de la prolongation tourne au calvaire pour les Bleus, mais le score ne change plus. Pour la première fois de l'histoire de la Coupe du monde de football, un match va se jouer aux tirs au but. Il s'agit d'ailleurs de la première égalité à l'issue des prolongations d'un match de Coupe du Monde depuis 1938.

#### Dénouement aux tirs au but
Giresse, qui tourne ostensiblement le dos à Schumacher avant de s'élancer, est le premier joueur à tirer et à marquer. Le capitaine Manfred Kaltz lui répond. Amoros mâchonne son chewing-gum, prend deux pas d'élan et avec un exceptionnel sang-froid trouve la lucarne de Schumacher. C'est ensuite au tour du vétéran Breitner de ne pas trembler. Rocheteau inscrit le troisième tir français, avant que Stielike n'échoue face à Ettori. L'Allemand est alors effondré et se recroqueville. Le réalisateur de la télévision espagnole est encore fixé sur Stielike, en larmes dans les bras de Littbarski, lorsque Six échoue à son tour. Six s'écroule de la même façon que le fit Stielike. En inscrivant son tir, Littbarski remet donc les deux équipes à égalité. Après Platini et Rummenigge, c'est au tour de Maxime Bossis, auteur d'un match exceptionnel à son poste de latéral droit, de s'élancer. Sa frappe, repoussée par Schumacher, offre une balle de match à l'Allemagne, balle de match que Horst Hrubesch se charge de transformer victorieusement, envoyant la Mannschaft en finale.

### Feuille de match
| Match 50                                           | Allemagne de l'Ouest                                                      | 3 – 3 a. p.       | France                                                          | Sanchez Pizjuan, Séville                        |                                                 |
| 8 juillet 1982 · 21:00 · Historique des rencontres | Littbarski 17e · ( Littbarski) Rummenigge 102e · ( Hrubesch) Fischer 108e | (1 – 1)           | 27e (pen.) Platini · 92e Trésor (Giresse ) · 98e Giresse (Six ) | Spectateurs : 70 000 Arbitrage : Charles Corver | Spectateurs : 70 000 Arbitrage : Charles Corver |
| 8 juillet 1982 · 21:00 · Historique des rencontres | Rapport                                                                   |                   |                                                                 | Spectateurs : 70 000 Arbitrage : Charles Corver | Spectateurs : 70 000 Arbitrage : Charles Corver |
| 8 juillet 1982 · 21:00 · Historique des rencontres | Kaltz · Breitner · Stielike · Littbarski · Rummenigge · Hrubesch          | Tirs au but 5 – 4 | Giresse · Amoros · Rocheteau · Six · Platini · Bossis           | Spectateurs : 70 000 Arbitrage : Charles Corver | Spectateurs : 70 000 Arbitrage : Charles Corver |

| Allemagne de l'Ouest | France |

| ALLEMAGNE DE L'OUEST : |    |                       |     |     |
|                        |    |                       |     |     |
| Gardien de but         | 01 | Harald Schumacher     |     |     |
|                        | 02 | Hans-Peter Briegel    |     | 97e |
|                        | 03 | Paul Breitner         |     |     |
|                        | 04 | Karl-Heinz Förster    |     |     |
|                        | 05 | Bernd Förster         | 46e |     |
|                        | 06 | Wolfgang Dremmler     |     |     |
|                        | 07 | Pierre Littbarski     |     |     |
|                        | 08 | Klaus Fischer         |     |     |
|                        | 14 | Felix Magath          |     | 73e |
|                        | 15 | Uli Stielike          |     |     |
|                        | 20 | Manfred Kaltz         |     |     |
| Remplaçants :          |    |                       |     |     |
| Gardien de but         | 21 | Bernd Franke          |     |     |
|                        | 09 | Horst Hrubesch        |     | 73e |
|                        | 10 | Hansi Müller          |     |     |
|                        | 11 | Karl-Heinz Rummenigge |     | 97e |
|                        | 12 | Wilfried Hannes       |     |     |
| Sélectionneur :        |    |                       |     |     |
| Jupp Derwall           |    |                       |     |     |

| FRANCE :        |    |                     |     |     |     |
|                 |    |                     |     |     |     |
| Gardien de but  | 22 | Jean-Luc Ettori     |     |     |     |
|                 | 02 | Manuel Amoros       |     |     |     |
|                 | 04 | Maxime Bossis       |     |     |     |
|                 | 05 | Gérard Janvion      |     |     |     |
|                 | 08 | Marius Trésor       |     |     |     |
|                 | 09 | Bernard Genghini    | 40e | 50e |     |
|                 | 10 | Michel Platini      |     |     |     |
|                 | 12 | Alain Giresse       | 35e |     |     |
|                 | 14 | Jean Tigana         |     |     |     |
|                 | 18 | Dominique Rocheteau |     |     |     |
|                 | 19 | Didier Six          |     |     |     |
| Remplaçants :   |    |                     |     |     |     |
| Gardien de but  | 21 | Jean Castaneda      |     |     |     |
|                 | 03 | Patrick Battiston   |     | 50e | 60e |
|                 | 06 | Christian Lopez     |     | 60e |     |
|                 | 15 | Bruno Bellone       |     |     |     |
|                 | 20 | Gérard Soler        |     |     |     |
| Sélectionneur : |    |                     |     |     |     |
| Michel Hidalgo  |    |                     |     |     |     |

| Arbitres assistants : Bruno Galler Bob Valentine |

 Équipe de France
Après avoir essayé diverses mises en place tactiques depuis le début de la compétition, Michel Hidalgo opte pour le même schéma de jeu que celui inauguré lors du match précédent contre l'Irlande du Nord. Il aligne un milieu de terrain à vocation très offensive, dans lequel on retrouve trois joueurs que l'on peut qualifier de « meneurs de jeu », avec Platini, Genghini et Giresse, auxquels s'ajoute l'infatigable mais également très technique Jean Tigana. Le carré magique est né. En réalité, l'animation du jeu est surtout confiée à Platini et Giresse, Genghini évoluant aux côtés de Tigana dans un rôle de milieu relayeur. En attaque, Didier Six, qui joue à Stuttgart en Allemagne de l'Ouest, est préféré à Gérard Soler pour épauler Dominique Rocheteau, incertain jusqu'au coup d'envoi à la suite de sa blessure au genou contractée en marquant son second but contre l'Irlande du Nord.
 Allemagne de l'Ouest :
Une absence de taille en équipe d'Allemagne de l'Ouest au coup d'envoi, celle de l'attaquant Rummenigge, blessé à la cuisse et incapable de tenir sa place. Il ne rentrera qu'au cours de la prolongation, mais sera décisif.

### Évolution du score
- 0 - 1  :  (18e) Pierre Littbarski, ballon qui file entre les jambes d'Ettori après qu'il a repoussé sur une première frappe de Fischer.
- 1 - 1  :  (27e) Michel Platini, penalty (faute de B. Förster qui ceinture Rocheteau dans la surface à la suite d'une remise de la tête de Platini)
- 2 - 1  :  (93e) Marius Trésor, reprise de volée à 8 m dans l'axe d'un coup franc tiré par Giresse dévié par le mini mur allemand à la limite droite de la surface de réparation.
- 3 - 1  :  (99e) Alain Giresse, reprise à 18 m dans l'axe d'une passe latérale de Six à gauche.
- 3 - 2  :  (103e) Karl-Heinz Rummenigge, après deux fautes consécutives non sifflées sur les attaquants français dans le camp allemand, l'action de jeu se poursuit et la contre-attaque allemande se développe rapidement jusqu'à la surface de réparation avec une remontée de balle efficace : Rummenigge devance Janvion et bat Ettori.
- 3 - 3  :  (108e) Klaus Fischer, centre de Littbarski, remise de la tête de Hrubesch et retourné acrobatique de Fischer qui lobe Ettori et pétrifie les défenseurs français.

## Après-match
À l'issue du match, Patrick Battiston se montrera d'une grande mansuétude vis-à-vis de son agresseur Harald Schumacher. Le portier allemand lui fera cette déclaration en répondant à un journaliste à la sortie de la rencontre sportive : « Dann zahl' ich ihm seine Jacketkronen » (« alors je lui paierai ses couronnes »).
Le lendemain, le quotidien sportif L'Équipe écrit en une « Fabuleux ! ». À l'époque, les journalistes dans le stade ne disposaient pas des ralentis et n'ont pu réagir dans l'édition du jour à l'agression du gardien allemand. S'ensuivent des reproches des lecteurs qui y voyaient dans l'exagération la perte de la troisième guerre mondiale. Jean Cau dans Paris Match qualifie également le match de « troisième guerre mondiale » et un flot de rancœur saisit alors la France, Schumacher étant alors fréquemment comparé à un SS.
Le 9 juillet, le chancelier Helmut Schmidt envoie un télégramme au président François Mitterrand disant : « Das Gottesurteil, das jedem Zweikampf getreu den klassischen Mythen eigen ist, hat es gewollt, daß das Glück im Spiel auf die deutsche Seite fiel. Wir fühlen mit den Franzosen, die den Sieg ebenso verdient hatten wie wir » (« Le jugement de Dieu qui, selon la mythologie classique, est propre à chaque duel a voulu que la chance, dans ce match, échoie au camp allemand. Nous sommes de tout cœur avec les Français qui méritaient la victoire tout autant que nous. ») En signe d'apaisement, François Mitterrand et Helmut Schmidt publient un communiqué commun.
Rétrospectivement, la presse allemande (Süddeutsche Zeitung) a révélé en 2013 la pratique d'un dopage de masse soutenu par la RFA, y compris dans le football. Certains journalistes purent ainsi relativiser l'issue finale de ce match mythique.
Le 10 juillet, les Français s'inclinent 3-2 contre la Pologne pour la 3e place. Le 11 juillet, jour de la finale, l'Allemagne s'incline 3-1 face à l'Italie.

## Le match dans la culture populaire
- Dans le livre La Tranchée d'Arenberg et autres voluptés sportives de Philippe Delerm, une nouvelle y est dédiée.
- Dans le film Un ticket pour l'espace, Vincent Moscato interprète le rôle d'un vigile qui a décidé d'exercer cette profession après avoir vu l'agression d'Harald Schumacher lors de France-Allemagne de l'Ouest 1982. Avant la demi-finale, il exerçait le métier de pâtissier.
- Dans le film Deuxième vie, un homme se trouve projeté dans le futur, en 1998, le soir de la demi finale France-Croatie pensant être encore en 1982, le soir de la demi finale France-RFA.
- Le 8 août 2006, au Parc des Princes, l'artiste Massimo Furlan joua la pièce Numéro 10. Seul sur la pelouse et sans ballon, il reproduisit le match de Michel Platini lors de la demi-finale[12].
- Le chanteur Bartone interprète une chanson intitulée France Allemagne 82 sur son album Cador (2005).
- Le groupe Java dans sa chanson J'me marre cite : « La défaite est un art, regarde les grands, ceux qui ont marqué l'histoire : Vercingétorix, Didier Six, Maxime Bossis quand il a tiré sur la barre. Enfin, j'vais pas te refaire le scénar, quand j'parle de Séville 82, j'ai envie de chialer... ».
- À la fin de la chanson Solexine et Ganja d'Hubert-Félix Thiéfaine, on entend indistinctement en fond sonore le reportage radiophonique (voix de Jacques Vendroux) de l'échec de Stielike puis de Six pendant la séance de tirs au but.
- En 1986, à l'occasion de la Coupe du monde au Mexique, la chanson Viva les Bleus, fait référence à la demi-finale[13].
- En juillet 2014, le théâtre Le Lucernaire (Paris) propose une pièce sur le match : "France-Allemagne de l'Ouest, duel fraternel dans la surface de réparation", de Jocelyn Lagarrigue, Rainer Sievert et Marc Wels.
- Dans la série Caméra Café dans le sketch "entente franco-allemande" Jean Claude évoque l'agression de Schumacher sur Battiston, pour justifier la rancoeur qu'il a contre l'Allemagne
- En 2021 Didier Tronchet consacre au match sa bande dessinée Les Fantômes de Séville[14] tandis que Sylvain Venayre centre sa bd Mon album Platini sur cet épisode.

## Postérité
En 2012, Harald Schumacher a confessé au Figaro : « Je ferais la même sortie si l'action devait se reproduire ». Le 4 juillet 2014, au matin d'une nouvelle confrontation entre la France et l'Allemagne en coupe du monde, Battiston, qui assure être indifférent aux propos de l'ancien gardien de but, a dit sur i>Télé avoir des séquelles aux cervicales du choc de 1982.
« Aucun film au monde, aucune pièce ne saurait transmettre autant de courants contradictoires, autant d'émotions que la demi-finale perdue de Séville. ». Michel Platini
« Séville est à part. Moi, je le range définitivement dans le musée imaginaire du football. Dans cinquante ans, les enfants s'en donneront encore à cœur joie. Ils se bousculeront devant les images, afin d'observer ce qu'une défaite peut avoir de grandiose lorsque le champ de bataille est à la hauteur […]. D'une certaine façon, Séville n'est même plus un rendez-vous manqué. C'est un combat figé dans l'histoire du sport. » 

Pierre-Louis Basse, extrait de son livre Séville 82
Ce match reste encore à l'heure actuelle l'un des deux seuls de l'histoire des Coupes du monde à être allé au-delà du dixième tir au but (avec le quart de finale Suède-Roumanie de 1994).

### Documentaire
- Emilio Maillé, Un 8 juillet à Séville, production Flash film pour France 2[18].